# 일운과학기술재단
일운과학기술재단은 기술연구개발분야가 우수한 인재들로부터 외면받는 현상을 극복하고, 우수한 인재 양성과 연구 개발 활동 활성화에 보탬이 될 수 있도록 지원할 목적으로 2005년 6월 30일 설립허가된 대한민국 과학기술정보통신부 소관의 재단법인이다. 사무실은 경기도 광주시 능평동 49에 있다.